# Cerro Ceviñal
Cerro Ceviñal är ett berg i Bolivia.   Det ligger i departementet Potosí, i den södra delen av landet, 400 km söder om huvudstaden Sucre. Toppen på Cerro Ceviñal är 5 354 meter över havet, eller 370 meter över den omgivande terrängen. Bredden vid basen är 4,1 km.
Terrängen runt Cerro Ceviñal är huvudsakligen kuperad. Trakten runt Cerro Ceviñal är nära nog obefolkad, med mindre än två invånare per kvadratkilometer.. 
Omgivningarna runt Cerro Ceviñal är i huvudsak ett öppet busklandskap.